# Гіоргі Шенгелія
Гіоргі Шенгелія (груз. გიორგი შენგელია; нар. 1955, Батумі, Грузинська РСР) — радянський та грузинський футболіст і тренер. Має також американське громадянство.

## Кар'єра гравця
На клубному рівні виступав за батумське «Динамо».

## Кар'єра тренера
По завершенні кар'єри гравця розпочав тренерську діяльність. Спочатку допомагав тренувати луганську «Зорю», шепетівський «Темп» та «Шахтар» (Донецьк). У 1994 році виїхав на постійне проживання до США, де заснував власну футбольну школу. У січні 2006 року очолив рівненський «Верес». Однак 8 квітня 2006 року в першому матчі весняної частини чемпіонату «Верес» очолив Сергій Сташко.